# Breynia grandiflora
Breynia grandiflora är en emblikaväxtart som beskrevs av Lucien Beille. Breynia grandiflora ingår i släktet Breynia och familjen emblikaväxter.
Artens utbredningsområde är Vietnam. Inga underarter finns listade i Catalogue of Life.